# Guillaume François
Guillaume François (Libramont, 3 de junho de 1990) é um futebolista belga que atua como lateral-direito. Atualmente defende o Union Saint-Gilloise.